# GPR1
GPR1 (англ. G protein-coupled receptor 1) – білок, який кодується однойменним геном, розташованим у людей на короткому плечі 2-ї хромосоми.  Довжина поліпептидного ланцюга білка становить 355 амінокислот, а молекулярна маса — 41 431.
| 10         |  | 20         |  | 30         |  | 40         |  | 50         |
| ---------- |  | ---------- |  | ---------- |  | ---------- |  | ---------- |
| MEDLEETLFE |  | EFENYSYDLD |  | YYSLESDLEE |  | KVQLGVVHWV |  | SLVLYCLAFV |
| LGIPGNAIVI |  | WFTGFKWKKT |  | VTTLWFLNLA |  | IADFIFLLFL |  | PLYISYVAMN |
| FHWPFGIWLC |  | KANSFTAQLN |  | MFASVFFLTV |  | ISLDHYIHLI |  | HPVLSHRHRT |
| LKNSLIVIIF |  | IWLLASLIGG |  | PALYFRDTVE |  | FNNHTLCYNN |  | FQKHDPDLTL |
| IRHHVLTWVK |  | FIIGYLFPLL |  | TMSICYLCLI |  | FKVKKRSILI |  | SSRHFWTILV |
| VVVAFVVCWT |  | PYHLFSIWEL |  | TIHHNSYSHH |  | VMQAGIPLST |  | GLAFLNSCLN |
| PILYVLISKK |  | FQARFRSSVA |  | EILKYTLWEV |  | SCSGTVSEQL |  | RNSETKNLCL |
| LETAQ      |  |            |  |            |  |            |  |            |

A: Аланін

C: Цистеїн

D: Аспарагінова кислота

E: Глутамінова кислота

F: Фенілаланін

G: Гліцин

H: Гістидин

I: Ізолейцин

K: Лізин

L: Лейцин

M: Метіонін

N: Аспарагін

P: Пролін

Q: Глутамін

R: Аргінін

S: Серин

T: Треонін

V: Валін

W: Триптофан

Кодований геном білок за функціями належить до рецепторів, g-білокспряжених рецепторів, білків внутрішньоклітинного сигналінгу. 
Задіяний у такому біологічному процесі як поліморфізм. 
Локалізований у клітинній мембрані, мембрані.